# 三木竹二
三木 竹二（みき たけじ、慶応3年9月5日（1867年10月2日） - 明治41年（1908年）1月10日）は、明治の劇評家で、医師。本名は森 篤次郎（もり とくじろう）。兄は小説家の森鷗外、妹は翻訳家・歌人・随筆家の小金井喜美子。

## 来歴
大政奉還の直前、石見国津和野に津和野藩医・森静泰（のちに静男と改名）と峰子の間に次男として生まれた。廃藩置県などによって5歳のときに上京する。子供の頃は、鷗外よりも才があったという。
12歳の頃、男爵の河田佐久馬（旧鳥取藩士、元老院議官で1887年子爵に叙せられた）に大変気に入られて養子縁組が決まり、本人もその気になっていた。しかし、親戚から横槍が入った河田家が財産譲与額の変更を第三者を介して伝えてくると、金のことを問題にしたことと、それを人の口を介して告げてきた誠意のない態度に若い鷗外が激怒して破談となった。その鷗外は、両親に「この度の話は僕が破ったようなものですから、今後一生篤（竹二）の事は引き受けますから」といい、その後ふさぎがちな竹二の気晴らしにすすめた芝居見物が、一生続いた趣味の発端となった。ちなみに母、峰子も芝居好きであった。
帝国大学医科大学（現東京大学医学部）在学中から、『しがらみ草紙』や『読売新聞』に劇評を書いていた。歌舞伎は江戸期より飲食しながら楽しむのが普通であり、劇評家も杯を片手に観劇していた当時、学生服の竹二は、手帖に芝居の型などを記しながら熱心に観劇していた。学生のその姿はひときわ目立ち、中には芝居について意見を聞きに来る役者もいた。従来、誰も手をつけなかった芝居の型を忠実に記録することに努めたこともあり、後年その型書で得をした役者も多く、また手帖は100冊近かったという。もっとも、大学への出席日数が多くなく、周囲が卒業を危ぶんだ。
1888年（明治21年）兄・鷗外がドイツから帰国した後、ドイツ人女性が来日して滞在1か月（1888年9月12日 - 10月17日）ほどで離日する出来事があり、小説「舞姫」の素材の一つとなったが、竹二は、義弟小金井良精（年齢は竹二より上）とともに、女性への説得にあたった。
1890年9月に無事卒業し、伊勢錠五郎の助手として母校の脚気病室に勤務する。駒場の東京帝国大学農科大学（現農学部）で校医をしたり、日清戦争時に後送される傷病兵が増加すると、衛戍病院にも出かけたりした。そうした勤務医時代に早く診察する癖がつき、後年開業医となっても、その癖が直らなかったという。また卒業後も劇評を続け、1892年から雑誌『歌舞伎新報』の編集に当たった。1894年5月に判事、長谷文の長女久子と結婚する。仲人は『歌舞伎新報』主筆の岡野碩であった。
開業した医院の近所に住んでいた安田善之助（実業家安田善次郎の息子）と知り合い、休刊した『歌舞伎新報』を引きつぐように1900年1月、善之助の出資で雑誌『歌舞伎』を創刊した。体調を崩す中、1907年12月中頃から声がつぶれ、同月25日賀古鶴所の院長である耳科院に入院したものの、翌年1月6日東大外科の佐藤三吉教授の手術を受けたが、当夜大出血のため1月10日に窒息死した。享年40。
翌朝9時、兄森鴎外が検閲旅行から帰って、新橋駅に迎えに来た弟潤三郎から篤次郎の死をきき、すぐに東大に行き解剖に立ち会って卒倒したことが小説「本家分家」に写してある。

## 演劇界での業績
上述のように、学生時代より歌舞伎の劇評家として活躍した。六代目尾上菊五郎によると、1つの演目に対して席を替えて5回見てから批評しており、「本当は（初日から）千秋楽まで毎日見なければ本当の劇評は出来ない」と話していたという。
『歌舞伎』での執筆と責任編集は、1907年12月の92号が事実上の最後であり、また開業医のかたわら、死の直前まで医学雑誌の仕事と新聞3紙の劇評とを引き受けていた。その『歌舞伎』は、竹二の没後に数か月ほど休刊したものの、伊原青々園が中心になって1914年12月の174号まで刊行された。とくに節目の100号は、竹二の追悼号とされ、多くの人が文などを寄せた。
竹二の業績について「画期的な仕事であり、今日もなお権威を失わず、歌舞伎演出研究には欠かせない」と評された。なお鷗外とは、共訳や雑誌発行などで文芸活動をともにした。鷗外は、弟が責任編集を務める『歌舞伎』に翻訳戯曲と西洋演劇の紹介記事などを多数提供しており、また鷗外作品の一部に亡弟の影が浮かんでいた。
歌舞伎の型などを研究し、歌舞伎批評に客観的な基準を確立した。その劇評をまとめ『観劇偶評』（岩波文庫）が刊行している。また、森まゆみ『鴎外の坂』によると、妻・久子も白井真如の名で劇評を書いていたとし、彼女や岡田八千代など、女性の劇作家・劇評家を育てたことも大きな業績であるとしている。
なお、久子は竹二没後、建部遯吾と1911年に再婚したが数か月で離婚した。1915年には、近松秋江が久子をモデルにした小説『再婚』を中央公論（1915年8月号）に発表、久子の情事とともに遺産相続について触れたことから、鴎外が憤慨し、森家の相続トラブルに関する記述に反駁するため『本家分家』を執筆した。

## 引用・参考文献
- 大島眞木「戯曲翻訳者としての森鴎外」『講座 森鴎外 第三巻』、平川祐弘ほか編、新曜社、1997年、179-214頁。
- 金子幸代「近代劇の誕生」『講座　森鴎外 第二巻』、平川祐弘ほか編、新曜社、1997年、186頁。
- 小金井喜美子「次ぎの兄」『森鴎外の系族』 岩波文庫、2001年。
- 森まゆみ「君にみせたきものあらば 三木竹二小伝」『鴎外の坂』 新潮社、2000年。
- 『演劇百科大辞典』平凡社、1967年。
- 森於菟「砂に書かれた記録」『父親としての森鴎外』1969年、筑摩書房

## 著作・評伝
- 『観劇偶評』 渡辺保編、岩波文庫、2004年
- 木村妙子 『三木竹二 兄鴎外と明治の歌舞伎と』水声社、2020年。